# Banovina della Sava
La banovina della Sava (in croato Savska banovina) era una delle banovine in cui era suddiviso il Regno di Jugoslavia. Il territorio corrispondeva grossomodo all'attuale Croazia ad esclusione della Dalmazia meridionale; fino al 1931 comprendeva la Carniola Bianca. Prende il nome dall'omonimo fiume.

## Confini
I confini della banovina erano definiti come:
(Costituzione del Regno di Jugoslavia, 3 settembre 1931)

## Storia
La banovina venne creata nel 1929 con la riorganizzazione dello stato degli Sloveni, Croati e Serbi nel Regno di Jugoslavia sotto il governo di Alessandro I. Nel 1939, la banovina della Sava fu unita alla banovina del Litorale e ad altre province limitrofe per formare la neonata banovina di Croazia, di cui seguì le vicende storiche successive.
Al termine della seconda guerra mondiale il territorio venne inquadrato nella Repubblica Socialista di Croazia in seno alla Repubblica Socialista Federale di Jugoslavia.

## Lista dei bani
| Bano (Nato-Morto)            | Mandato        | Mandato        |
| Bano (Nato-Morto)            | Inizio         | Fine           |
| ---------------------------- | -------------- | -------------- |
| Josip Šilović (1858–1939)    | 9 ottobre 1929 | 1931           |
| Ivo Perović (1881–1958)      | 1931           | 1935           |
| Marko Kostrenčić (1884–1976) | 1935           | 2 maggio 1936  |
| Viktor Ružić (1893–1976)     | 2 maggio 1936  | 24 agosto 1938 |
| Stanoje Mihaldžić (?–?)      | 24 agosto 1938 | 26 agosto 1939 |